# Date Night – Gangster für eine Nacht
Date Night – Gangster für eine Nacht ist eine US-amerikanische Filmkomödie aus dem Jahr 2010.

## Handlung
Phil und Claire Foster sind ein Ehepaar aus New Jersey. Er arbeitet als angestellter Steuerberater, sie als freiberufliche Immobilienmaklerin. Als ihre Freunde Brad und Haley sich scheiden lassen wollen, merken sie, dass auch ihre Ehe eingefahren ist. Auch ihre wöchentlichen Ausgehabende (Date Night) sind längst zur Routine geworden.
Als  Claire sich für die Date Night im Mittelpunkt der Filmhandlung besonders hübsch gemacht hat, will Phil sie in eines der angesagtesten Restaurants Manhattans ausführen. Da er aber keine Reservierung hat, geben sich die beiden spontan als Ehepaar Tripplehorn aus, nachdem dieser Name mehrfach erfolglos von der Tischanweiserin ausgerufen worden ist. Während des Essens tauchen die Ganoven Collins und Armstrong auf und fordern von den vermeintlichen Tripplehorns die Herausgabe eines USB-Speichersticks, der dem Gangsterboss Joe Miletto gehört. Auch die Erklärungsversuche, dass sie nicht die Tripplehorns sind und den besagten Speicherstick nicht besitzen, ändern daran nichts. Als sie von den beiden Männern bedroht werden, behauptet Phil, dass der USB-Stick in einem Bootshaus im Central Park versteckt sei.
Im Bootshaus angekommen gibt Claire vor, den Stick unter einer Bodenplanke zu suchen. Während Collins und Armstrong Phil den Rücken kehren, nutzt dieser die Chance, sie niederzuschlagen, und flieht mit Claire in einem Boot über einen See. Der erste Weg führt sie zur Polizei. Dort angekommen, berichten sie Detective Arroyo ihre Geschichte. Sie sehen im Präsidium jedoch erneut Collins und Armstrong, die Polizisten sind, die vermutlich von Gangsterboss Miletto bestochen wurden. Abermals fliehen sie, beschließen der Polizei vorerst nicht zu vertrauen und auf eigene Faust die wahren Tripplehorns zu finden. Dadurch, dass sie sich im Restaurant als Bekannte von will.i.am ausgeben, können sie die Handynummer in Erfahrung bringen, unter der die Tischreservierung für die Tripplehorns vorgenommen wurde.
Mit Hilfe von Holbrooke Grant, einem ehemaligen Immobilienkunden Claires, können sie das Signal des Handys orten und erhalten die Adresse der Tripplehorns. Da bei Holbrooke auch die Polizisten Collins und Armstrong auftauchen, müssen Phil und Claire erneut fliehen. Nach dem Diebstahl von Grants Audi R8 fahren sie zu den Tripplehorns. Als sie bei diesen ankommen, erfahren sie deren Geschichte und dass diese selbst gerade dabei sind, sich aus dem Staub zu machen. Sie überreichen den Fosters den Flash-Speicher und fliehen. Als Phil und Claire ebenfalls verschwinden wollen, tauchen Collins und Armstrong auf. Eine wilde Verfolgungsjagd mit Collins und Armstrong sowie mehreren Polizeieinheiten beginnt. Das führt dazu, dass sich der Audi R8 mit einem Taxi verkeilt, wobei am Ende das Taxi mitsamt dem Flash-Speicher im Wasser versinkt. Vorher hat Phil jedoch die Dateien mit einem Kindle betrachtet und bemerkt, dass die verfänglichen Bilder gar nicht Miletto zeigen, sondern den Staatsanwalt Crenshaw, der sich in den lokalen Medien stets als unerbittlicher Kriminalitätsbekämpfer präsentiert. Ausgerechnet dieser Saubermann steckt aber mit Miletto unter einer Decke und ist Stammgast in einem seiner Bordelle.
Mit erneuter Hilfe von Holbrooke Grant versuchen Phil und Claire, den Staatsanwalt Crenshaw im Bordell zu überführen. Sie geben sich als Prostituierte und Zuhälter aus und verschaffen sich so Zugang zum Bordell. Beide müssen für Crenshaw tanzen, um von ihm angehört zu werden. Als sie Crenshaw mitteilen, dass sie die Tripplehorns seien, erscheinen Collins und Armstrong. Sie werden auf das Dach des Bordells gebracht und von den bewaffneten Gangstern bedroht. Doch es erscheint rechtzeitig ein SWAT-Team im Hubschrauber, da Holbrooke die aufrechte Polizistin Arroyo informiert hat. Crenshaw und Miletto sowie Collins und Armstrong werden festgenommen.

## Hintergrund

### Produktion
Der Film wurde in New York, Los Angeles und Pasadena gedreht.
Der erotische Tanz von Steve Carell und Tina Fey gegen Ende des Films wurde von den Darstellern improvisiert, während ihnen von Shawn Levy obskure Anweisungen zugerufen wurden, um die Peinlichkeit der Situation zu steigern. Chase „Taste“ Tripplehorn erwähnt Phil Foster gegenüber, er habe den Decknamen Tripplehorn ausgewählt, weil er Fan von Jeanne Tripplehorn sei. Ray Liotta spielte im Jahr 2010 in der US-amerikanischen Komödie Crazy on the Outside an der Seite von Jeanne Tripplehorn. Weiterhin äußert Taste bei seiner Flucht mit Whippit aus ihrem Apartment: Don't let yourself get attached to anything you are not willing to walk out on in 30 seconds flat. Hierbei handelt es sich um einen Ausspruch, der sich einem Zitat aus Heat anlehnt, in dem William Fichtner 1995 zu sehen war. Tina Fey absolvierte 1992 die University of Virginia und trägt in der Szene, in der sie zu Bett gehen will, ein T-Shirt mit Aufschrift dieser Universität. Als Phil und Claire im Restaurant anstatt nach will.i.am, nach sam.i.am fragen, handelt es sich dabei entweder um eine Anspielung auf den US-amerikanischen Hip-Hop-Produzenten Samiyam oder die Figur Sam-I-Am aus den klassischen Kinderbüchern des Dr. Seuss. Gal Gadot, die als israelisches Model Natanya im Film zu sehen ist, ist tatsächlich ein israelisches Model. Ihr Name wurde in Anlehnung an die israelische Hafenstadt Netanja gewählt, bei der es sich keineswegs um einen typischen israelischen Vornamen handelt. Der Name des Clubs The Peppermint Hippo ist als Hommage an die als The Spearmint Rhino bezeichneten Gentlemen’s Clubs gewählt worden. Mark Wahlberg, der in mehreren Szenen auftritt, ist im gesamten Film stets mit freiem Oberkörper zu sehen. Dabei wurde darauf geachtet, die Tätowierung seiner linken Schulter, die Bob Marley zeigt, nicht zu filmen. Obwohl Mark Wahlberg in sämtlichen Szenen minimalistisch bekleidet gezeigt wird, ist im Filmabspann ein Kostümassistent für Mark Wahlberg ausgewiesen. Dem Filmabspann wurden Outtakes angefügt.

### Veröffentlichung
Am 6. April 2010 erfolgte die Premiere des Films in New York. In den US-amerikanischen Kinos lief er am 9. April 2010 an. Nachdem der Film in Deutschland am 15. April 2010 anlief, sahen ihn 404.299 Kinobesucher. In der Schweiz war der Film ebenfalls ab dem 15. April 2010 zu sehen, während der Kinostart in Österreich einen Tag später erfolgte. Am 17. September 2010 wurde der Film von Twentieth Century Fox Home Entertainment in Deutschland auf DVD und Blu-ray mit einer FSK-12-Freigabe veröffentlicht.

### Einspielergebnisse
Der Film konnte bei einem Produktionsbudget von 55 Millionen US-Dollar weltweit mehr als 152 Millionen US-Dollar, davon über 98 Millionen US-Dollar in den USA und umgerechnet 3,3 Millionen US-Dollar in Deutschland, einspielen.

## Deutsche Synchronfassung
Die deutsche Synchronbearbeitung entstand bei Interopa Film in Berlin. Das Dialogbuch verfasste Marius Clarén, der zugleich die Synchronregie führte.
| Darsteller           | Deutscher Sprecher  | Rolle                              |
| -------------------- | ------------------- | ---------------------------------- |
| Steve Carell         | Uwe Büschken        | Phil Foster                        |
| Tina Fey             | Sabine Arnhold      | Claire Foster                      |
| Mark Wahlberg        | Oliver Mink         | Holbrooke Grant                    |
| Mark Ruffalo         | Norman Matt         | Brad Sullivan                      |
| William Fichtner     | Peter Flechtner     | Bezirksstaatsanwalt Frank Crenshaw |
| Ray Liotta           | Udo Schenk          | Joe Miletto                        |
| James Franco         | Markus Pfeiffer     | Taste                              |
| Mila Kunis           | Anja Stadlober      | Whippit                            |
| Savannah Paige Rae   | Derya Flechtner     | Charlotte Foster                   |
| Olivia Munn          | Gundi Eberhard      | Claw Hostess                       |
| Nick Kroll           | Sven Hasper         | Claw Maitre D'                     |
| Jimmi Simpson        | Dennis Schmidt-Foß  | Detective Armstrong                |
| Taraji P. Henson     | Tanja Geke          | Detective Arroyo                   |
| Common               | Matti Klemm         | Detective Collins                  |
| Bill Burr            | Frank Röth          | Detective Walsh                    |
| Kristen Wiig         | Dascha Lehmann      | Haley Sullivan                     |
| Leighton Meester     | Kaya Marie Möller   | Katy                               |
| Gal Gadot            | Katja Hiller        | Natanya                            |
| Jonathan Morgan Heit | Cedric Eich         | Oliver Foster                      |
| J.B. Smoove          | Asad Schwarz        | Taxifahrer                         |
| Jaye Razor           | Torsten Michaelis   | Türsteher des Peppermint Hippo     |
| Lauren Weedman       | Katrin Zimmermann   | Wendy                              |
| Jon Bernthal         | Marcel Collé        | Junger Mann                        |
| Ari Graynor          | Britta Steffenhagen | Junge Frau                         |

## Rezeption
„Regisseur und Produzent Shawn Levy wird vielleicht nie eine Oscar-Nominierung bekommen, aber zumindest in finanzieller Hinsicht gehört er in Hollywood zu den erfolgreichsten Handwerkern seiner Zunft. Filme wie „Nachts im Museum“, „Der rosarote Panther“, „Im Dutzend billiger“ und „Voll verheiratet“ sind unter seiner Regie entstanden – Unterhaltungskino für das ganz breite Publikum. „Date Night“ reiht sich da bruchlos ins Œuvre ein. Das komödiantische Patentrezept, gewöhnliche Menschen in außergewöhnliche Situationen zu bringen, kommt hier effektiv zur Anwendung. Die Normalität des amerikanischen Mittelstandes wird genüsslich unter Dauerbeschuss genommen. Die Dialoge sind schnell und schlagfertig. Vor allem Tina Fey überzeugt als Vorstadtmutti mit losem Mundwerk, und Mark Wahlberg hat einen markanten Gastauftritt mit sehr freiem Oberkörper.“

„Im Geist von Klassikern wie "Enthüllung um Mitternacht" (1939) lässt Regisseur Shawn Levy ("Nachts im Museum") den Geist altmodischer Screwballkomödien wiederauferstehen. Dabei schickt er die beiden Comedyspezialisten Steve Carell ("The Office") und Tina Fey ("30 Rock") auf eine überdrehte Odyssee durch den Big Apple - ohne dabei in Hektik oder nervtötende Kreischorgien zu verfallen. Stattdessen dominieren origineller Wortwitz und urkomischer Slapstick: Allein die Striptease-Einlage von Carell und Fey im Sexrobotermodus lässt das Zwerchfell beben. Ganz zu schweigen von ihren unzähligen unbeholfenen Versuchen, den Gefahren des Großstadtdschungels mit den Mitteln des Provinzlebens beizukommen.“

„Kreuzbrave Provinzler geraten für eine Nacht in den Sumpf der Großstadt und müssen einen harten Kurs fahren, um zu überleben. Aus dieser Zweizeilenprämisse entwickelt Spezialist Shawn Levy ("Nachts im Museum") eine überdrehte, temporeiche Komödie, in der sich Humor und Hysterie in Balance befinden, wobei der Eindruck entsteht, dass hier trotz einiger guter Gags noch mehr Treffer möglich gewesen wären. Der Schwerpunkt liegt auf Situationskomik mit absurden Spitzen, die auch manches Dialogduell prägen. Annäherungen an Judd Apatows etwas derberen Verbalhumor sind ebenfalls auffällig und werden von Fey ("30 Rock") und Carell ("Get Smart") genießerisch ausgekostet. Ungeachtet dessen bleibt diese Date Night letztlich moralisch gefestigt und ohne Sünde, selbst wenn Mark Wahlberg seine witzige Gastrolle oben ohne absolviert und Carell und Fey in einem Stripclub einen Pole-Dance zeigen, als wäre RoboCop unter die Showgirls gegangen. Auch wenn hier vermeintliche Erwachsene die Hauptrolle spielen, ist diese Date Night ein jugendkompatibles Unterhaltungsangebot, das neben seinen beiden Comedymagneten auch Stars wie Mark Ruffalo, James Franco und Mila Kunis in kleinen Rollen aufbietet.“

„Überzogene Mischung aus Real-Life-Drama, Actionkomödie und Krimi bar jeder inneren Logik, die lediglich extreme Erlebnisse aneinanderreiht. Allzu ernste Beziehungsdiskussionen passen überdies nicht ins überdrehte Ganze.“

„Verwechslung plus Verfolgung bzw. umgekehrt lautet hier das lächerliche und lärmende Klamauk-Krawall-Motto. Eine Komödie, die sich anfangs […] schwer tut, "in die Puschen" zu kommen, dann aber ganz gute Fahrt aufnimmt, mit einigen brillanten Blech-Gags aufzuwarten versteht […] und im übrigen von diesen beiden aufgekratzten "Normalos" von Foster-Ehepaar lebt. Vorhersehbarer Ulk, mit einem schönen Running-Typen-Gag, wenn etwa ein cooler Mark Wahlberg als Irgendwie-Beteiligter mit ständigem Oben-Ohne-Appeal seinen bestens trainierten Oberkörper feixend-genervt dauerpräsentiert, einigen urigen Improvisationen […], erforderlichen Notlügen und so weiter … und so fort: Die Komiker Tina Fey und Steve Carell sind bei dieser "halbwilden" Na-Ja-Leinwand-Show "ganz ordentlich".“

## Auszeichnungen
Bei den Teen Choice Awards wurde der Film in der Kategorie Choice Movie: Comedy sowie Tina Fey in der Kategorie Choice Movie Actress: Comedy ausgezeichnet, während Mark Wahlberg in der Kategorie Choice Movie: Male Scene Stealer nominiert wurde. Tina Fey wurde zudem in der Kategorie Choice Movie: Dance zusammen mit Steve Carell nominiert, der zudem eine Nominierung in der Kategorie Choice Movie Actor: Comedy erhielt. Die Casting Society of America nominierte Donna Isaacson ebenfalls im Jahr 2010 in der Kategorie Outstanding Achievement in Casting – Big Budget Feature – Comedy für den Filmpreis Artios.
Von der Central Ohio Film Critics Association wurde James Franco im Jahr 2011 als Schauspieler des Jahres für seine Darstellung in Date Night – Gangster für eine Nacht sowie 127 Hours, Howl – Das Geheul und Eat Pray Love ausgezeichnet. Jalil Jay Lynch, Katie Eischen, Corey Michael Eubanks, Debbie Evans und Erik Solky wurden 2011 mit einem Taurus Award in der Kategorie Best Work with a Vehicle für die Szene der Verfolgungsjagd mit zwei ineinander verkeilten Fahrzeugen ausgezeichnet. Bei den Broadcast Film Critics Association Awards wurde der Film 2011 in der Kategorie Best Comedy Movie nominiert. Bei den People’s Choice Awards erhielt der Film 2011 eine Nominierung in der Kategorie Favorite Comedy Movie, während Steve Carell und Tina Fey in der Kategorie Favorite On-Screen Team nominiert wurden.